# Stanley (Virgínia)
Stanley és una població dels Estats Units a l'estat de Virgínia. Segons el cens del 2000 tenia 1.326 habitants.

## Demografia
Segons el cens del 2000, Stanley tenia 1.326 habitants, 562 habitatges, i 363 famílies. La densitat de població era de 465,4 habitants per km².
Dels 562 habitatges en un 28,1% hi vivien nens de menys de 18 anys, en un 46,1% hi vivien parelles casades, en un 14,6% dones solteres, i en un 35,4% no eren unitats familiars. En el 31,3% dels habitatges hi vivien persones soles el 15,8% de les quals corresponia a persones de 65 anys o més que vivien soles. El nombre mitjà de persones vivint en cada habitatge era de 2,36 i el nombre mitjà de persones que vivien en cada família era de 2,95.
Per edats la població es repartia de la següent manera: un 23,9% tenia menys de 18 anys, un 9,8% entre 18 i 24, un 28% entre 25 i 44, un 22,4% de 45 a 60 i un 15,9% 65 anys o més.
L'edat mediana era de 37 anys. Per cada 100 dones de 18 o més anys hi havia 82,5 homes.
La renda mediana per habitatge era de 25.917 $ i la renda mediana per família de 33.188 $. Els homes tenien una renda mediana de 24.706 $ mentre que les dones 18.850 $. La renda per capita de la població era de 13.082 $. Entorn del 12,1% de les famílies i el 16,6% de la població estaven per davall del llindar de pobresa.

## Poblacions més properes
El següent diagrama mostra les poblacions més properes.